# Santurce (Puerto Rico)
Santurce es un barrio/distrito del municipio de San Juan, Puerto Rico. Según el censo del año 2010, poseía una población de 81 251 habitantes conservándose como el barrio más poblado de todo Puerto Rico, aún y habiendo perdido más de la mitad de la población desde que alcanzó su máximo histórico en el censo de 1950. Posee además una superficie terrestre de 13,57 km² (5,25 mi²) y una densidad de 5987,5 hab./km² (15 507,7 hab./mi²). Dicha densidad hace de Santurce una de las zonas más densamente pobladas de todo Puerto Rico.
El nombre del barrio surge en el año 1880 en honor a Pablo Ubarri y Capetillo, primer conde de San José de Santurce, quien era originario de la localidad vizcaína de Santurce en España. Previamente y desde que el territorio fuere anexado a la capital en 1862, el barrio era conocido como Cangrejos. Dicho barrio fue la sede del centro urbano del disuelto municipio de San Mateo de Cangrejos.

## Geografía

### Ubicación

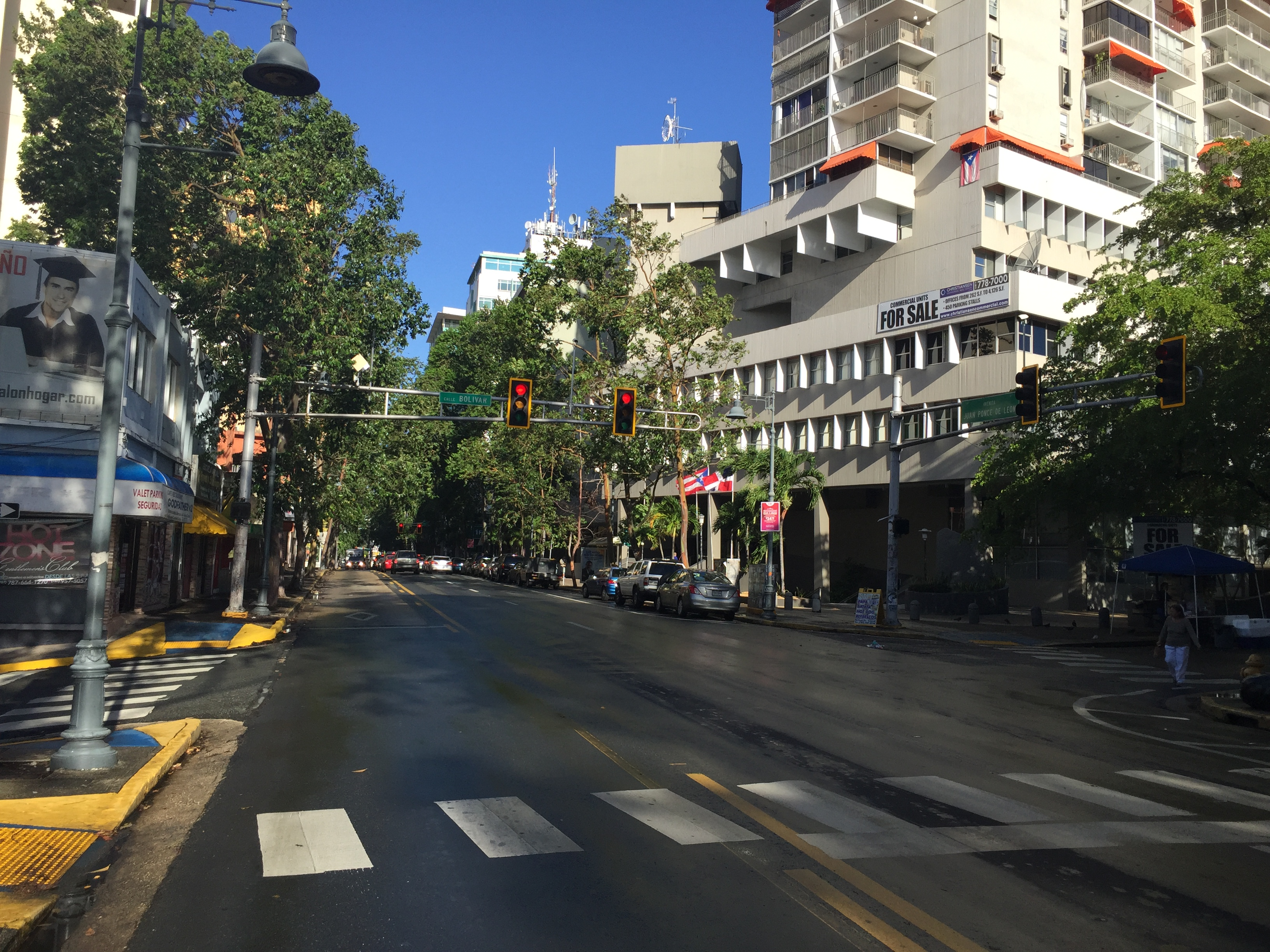
Avenida Juan Ponce de León a la altura del barrio San Mateo en Santurce

El barrio Santurce ubica en la costa norte del municipio de San Juan. Sus demarcaciones cardenales presentan al oeste la Bahía de San Juan y el Caño San Antonio que le separa de la Isleta de San Juan, sede del barrio San Juan Antiguo, comúnmente conocido como Viejo San Juan. Al norte de Santurce se sitúa el Océano Atlántico a través del cual se extienden sobre cinco kilómetros de costa. En el este se limita por las lagunas «San José» y «Los Corozos», y con el barrio Cangrejo Arriba de la municipalidad de Carolina donde ubica el sector turístico de Isla Verde. Al sur la demarcación territorial es trazada por el Caño Martín Peña que sirve de frontera natural con la disuelta municipalidad de Río Piedras, actualmente parte del Municipio de San Juan. Los barrios capitalinos que comparten dicho Caño como límite territorial con Santurce son: Hato Rey Norte, Hato Rey Central y Oriente.

### Descripción geográfica
Santurce constituye una península rodeada de agua por todas partes excepto por un límite terrestre de unos 800 metros de longitud que le separa del Municipio de Carolina en el sector conocido como Punta Las Marías. Las demás conexiones con tierra se dan a través de puentes. Al noroeste se encuentran tres puentes que enlazan con la Isleta de San Juan. Estos son el «Puente Dos Hermanos» (Avenida Ashford) que une con Condado y los puentes «G. Esteves» (Avenida Ponce de León) y «Puente de San Antonio» (Avenida Fernández Juncos) que conectan desde Miramar. Como cruces del Caño Martín Peña se encuentran el Puente de la Constitución (Expreso Kennedy), dos puentes del Expreso de Diego, el puente de la Avenida Muñoz Rivera, el Puente Martín Peña (Avenida Ponce de León) y el puente de la Avenida Barbosa.
Hoy día, Santurce tiene una extensión terrestre aproximada de 13,57 km² (5,25 millas²) y 8,96 km² (3,46 millas²) de área acuática. Sin embargo, históricamente la mayoría de los terrenos bajos, sobre todo en los márgenes de las lagunas y canales existentes, estaban ocupados por ciénagas y densos bosques Manglares. Prácticamente la mitad del sector permaneció cubierta de este tipo de vegetación hasta las primeras décadas del siglo XX cuando fueron rellenados en su mayoría y cubiertos por un inmenso sistema de arrabales. No obstante, aún persisten zonas pantanosas a lo largo de los márgenes del Caño Martín Peña, la Laguna San José y la Laguna Los Corozos. También existe una pequeña zona manglar a las orillas de la Laguna del Condado. Esta última es el único cuerpo hidrográfico en localizar enteramente dentro de la jurisdicción territorial de Santurce. Al extremo oeste de la península santurcina ubica el sub-barrio de Isla Grande, anteriormente compuesto en su totalidad por ciénagas e islas manglares que fueron rellenadas durante las primeras décadas del siglo XX por la marina de los Estados Unidos.
La topografía es esencialmente plana, aunque exhibe desniveles topográficos que van desde el nivel del mar hasta los 32 metros de altura en sus puntos más altos en las zonas centrales. Se destacan cinco colinas a lo largo de la zona central, orientadas de este a oeste, cuyos nombres históricos son 1) Alto del Olimpo (actualmente conocido como Miramar), 2) Alto de la Ollería, 3) Alto de Látimer, 4) Alto de la Iglesia y 5) Alto de Ubarri.

## Sub-barrios
Santurce se divide en cuarenta sectores conocidos como «sub-barrios». Si bien dichos sectores no tienen un propósito administrativo, la Oficina del Censo de los Estados Unidos los usa con fines estadísticos. Desde que fueron creados a mediados del siglo XX, los sub-barrios de Santurce han sufrido modificaciones de límites territoriales y cambios de nombre.

## Historia

### Orígenes
Previo a la Conquista, la  región fue habitada por taínos. Llegados los colonizadores españoles, el área actualmente ocupada por Santurce fue bautizada durante el siglo XVI con el nombre Cangrejos. El nombre fue dado por los colonos quienes estaban asombrados por la abundancia del crustáceo, en las playas y manglares del sector. Durante los inicios del periodo colonial, la población indígena fue reemplazada por un escaso número de habitantes, esencialmente criollos y cimarrones. Estos se dedicaban a la agricultura y otras actividades principalmente destinadas a satisfacer las necesidades de la cercana ciudad capital que por su carencia de espacio y tierras infértiles hacía obligatorio el abastecimiento de alimentos por vía del comercio exterior o con poblados cercanos.
El siglo XVII se caracteriza por un pequeño movimiento migratorio que comienza con la llegada de esclavos fugitivos de territorios daneses, ingleses y holandeses. Esto ocurre como parte de una real cédula expedida en el año 1664 que prometía libertad a todos los esclavos africanos fugitivos de colonias no españolas en América. El decreto tenía como propósito tratar de fomentar el crecimiento de la población de Puerto Rico, debilitar los países enemigos de España en el Nuevo Mundo y fomentar la agricultura. Los negros fugitivos inmigrantes no solo recibían la libertad sino que también se les cedían dos cuerdas de terreno para su uso en la parte de la isleta de San Juan que hoy día se conoce como Puerta de Tierra. Sin embargo, debido a la poca fertilidad de dicha región, las autoridades accedieron a hacer las concesiones en los terrenos del área de Cangrejos. Además, Puerta de Tierra presentaba otro problema serio que no era la fertilidad del terreno, sino que estaba sujeta a una estricta servidumbre militar, reglamentándose cuidadosamente la altura de los edificios por el hecho de quedar estos en el campo de fuego de las baterías del recinto de la ciudad amurallada de Puerto Rico (hoy conocida como San Juan).
Para el 1714, ya existía en Puerto Rico un agregado de 80 negros prófugos de la isla de Santa Cruz, a quienes los gobernadores habían concedido su libertad si aceptaban el bautismo y juraban fidelidad al monarca español. Hay una serie de Reales Cédulas que hablan de organizar y consolidar una colonia de negros libertos en la Isla.
En el 1729 se construye la ermita de San Mateo de Cangrejos. Aunque se desconoce su emplazamiento o localización original, esta sirvió el propósito de integrar los fugitivos a la religión oficial de la colonia. La ermita garantizaba la continuidad de la población y su proceso de integración con la sociedad criolla.
El día 2 de octubre de 1738 se pide un informe sobre la conveniencia de agregar los negros fugitivos de las Islas Extranjeras en un pueblo y el costo que podría traer. Sin embargo, la determinación de fundar un partido o municipio formalmente en la región de Cangrejos no fue acogida de inmediato por la desproporción acentuada entre habitantes negros libertos y blancos. Existía un temor de que dicha situación podría facilitar una revuelta de esclavos en la colonia. En el 1760, se fundó la aldea de San Mateo de Cangrejos en los alrededores del sector El Chícharo en la parada 25.

### Fundación de San Mateo de Cangrejos
Aunque el partido de San Mateo de Cangrejos no tuvo las construcciones o fortalezas que tuvo la isleta de San Juan, su territorio sí tuvo un valor militar estratégico. La ensenada de Cangrejos era el punto vulnerable en el sistema de defensas de la Capital. Una de las condiciones para el establecimiento de los esclavos fugitivos en Cangrejos fue que acudieran a la defensa militar de San Juan. En el año 1759 se organizan en Cangrejos 2 compañías con 120 soldados, de un total de 66 compañías y 5.611 soldados que había en Puerto Rico. Pedro Cortijo, capitán de la Compañía de Morenos, compuesta por 55 soldados mulatos y negros, solicita oficialmente la separación de Cangrejos como un partido independiente del partido de Río Piedras.
El 20 de noviembre de 1773 se crea oficialmente el partido de San Mateo de Cangrejos en terrenos segregados del partido de Río Piedras, por recomendación del Gobernador Miguel Muesas. Con la fundación del partido se eleva a iglesia la Ermita de San Mateo de Cangrejos. La sede religiosa del recién formado partido pasó a localizarse en donde ubica la actual iglesia de San Mateo. El partido de San Mateo de Cangrejos se extendía a lo largo de lo que hoy día constituye el barrio capitalino de Santurce (conocido entonces como Cangrejos Abajo), el área de Hato Rey (denominado entonces como Hato del Rey) y el barrio de Cangrejos Arriba del municipio de Carolina donde actualmente sitúa Isla Verde.
El título conferido convierte a San Mateo de Cangrejos en el único pueblo de Puerto Rico fundado por negros libres. La esclavitud en Cangrejos no echó grandes raíces y tampoco la población blanca. Sus pobladores eran en su mayoría negros criollos o extranjeros, pardos y mulatos, libres. Aunque los esclavos fugitivos habían sido una de las principales fuentes de inmigrantes del Cangrejo original, esta se fue secando en el siglo XVIII, según España hacía tratados con otras potencias para la devolución recíproca de esclavos fugitivos. En 1767 y 1791 España firma un tratado con Dinamarca y Holanda, respectivamente, con el fin de evitar las fugas de esclavos y restituir los esclavos huidos.  Otra fuente de pobladores de Cangrejos, sin embargo, fueron los negros libertos del área de San Juan que encontraron en el partido de San Mateo un área ventajosa y propicia para establecerse después de haber ganado su coartación.

### Invasión de Sir Ralph Abercromby

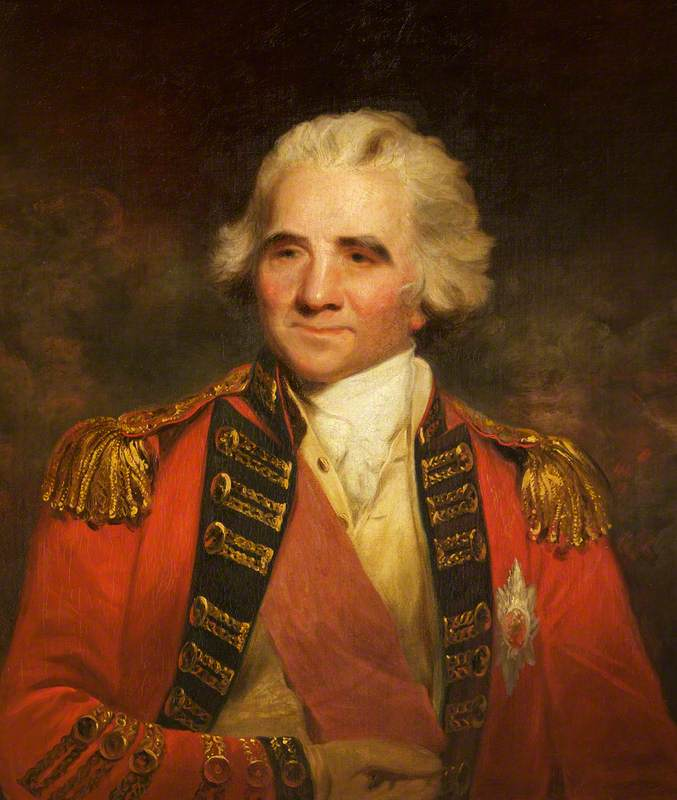
Sir Ralph Abercromby

En las postrimerías del siglo XVIII, Inglaterra quería restaurar el balance de poder en Europa reteniendo el poderío de los mares para obtener el dominio del comercio global. Para lograr el control del Caribe, el Reino de Gran Bretaña envió al General Ralph Abercromby y al Almirante Henry Harvey al mando de una poderosa flota de guerra de unos 13 barcos. La intención era tomar el control de las islas de Trinidad y Puerto Rico, junto con la ya conquistada isla de Jamaica y así establecer un triángulo de poder inglés en el Caribe. En febrero de 1797 lograron arrebatarle la isla de Trinidad a una guarnición española débil y desmoralizada. Esto les dio la confianza, para creer que podrían repetir la hazaña en San Juan. Finalmente, el 17 de abril de 1797 los ingleses pusieron a prueba el sistema de defensas de la capital. Desembarcaron en la ensenada de Cangrejos (actual laguna del Condado) y por los caños llegaron a las trincheras de Seboruco construidas para evitar el acceso al Caño Martín Peña. Allí 92 milicianos de Cangrejos recibieron el embate de 3910 soldados ingleses.  En un principio, el comandante inglés se alzó con la ocupación de Cangrejos y cortó la comunicación por tierra entre San Juan y el interior de Puerto Rico. No obstante, la intervención de las milicias urbanas de distintos puntos de la Isla, la resistencia ejercida desde el fuerte San Jerónimo y el San Antonio a la entrada de la Isleta de San Juan, y la necesidad de abastos troncaron la situación y forzaron a los ingleses a retirarse de Puerto Rico. Tras su partida éstos dejaron atrás cañones, morteros y obuses que luego fueron colados y usados para hacer, entre otras cosas, la estatua de Juan Ponce de León que ubica en la Plaza de San José del Viejo San Juan. El ataque a la Capital a través de Cangrejos generó un temor histórico de vulnerabilidad militar, evidenciado cuando en 1898 las autoridades españolas fortificaron Santurce en preparación de una posible invasión norteamericana.

### Desarrollo de San Mateo de Cangrejos
La siembra de yuca y otros cultivos básicos, estuvieron presentes en los orígenes de la economía cangrejera. Aunque era una economía de subsistencia, se generaban los suficientes excedentes como para justificar una presencia regular en el mercado de San Juan, probablemente por medio de yolas. Otra fuente de vida parece haber sido la venta de carbón y leña. También se destacó la pesca debido a que Cangrejos estaba rodeado de agua por todas partes: la Bahía de San Juan, el Caño de San Antonio, la Laguna del Condado, el Caño Martín Peña, la Laguna de Cangrejos (actual Laguna San José) y el Océano Atlántico.
Para que Cangrejos pudiera superar una economía primitiva y marginal tuvieron que darse varios procesos. En el siglo XVIII la cantidad de habitantes no era mucha y la actividad económica lenta. Se necesitaban mejores comunicaciones y el desmonte y reparto de hatos y tierras baldías para estimular la producción agropecuaria. En el 1757 el cabildo de la capital ordena que se demuelan todos los hatos criaderos comprendidos en los partidos inmediatos a esta ciudad, a saber, Toa Baja, Toa Alta, Bayamón, Guaynabo, Río Piedras y Cangrejos.
En el siglo XIX, San Mateo de Cangrejos presenta una economía más articulada y diversificada aunque principalmente dominada por los derivados de la caña de azúcar. A comienzos de este siglo el partido se hallaba dividido en cinco barrios:
- 1. Cangrejos Arriba
- 2. Machuchal (la calle Loíza)
- 3. Puente (Martín Peña, Parada 26 y Barrio Obrero)
- 4. Seboruco (Villa Palmeras)
- 5. Hato del Rey

El barrio más rico del partido era Hato del Rey, aunque no por el número de habitantes pues era similar al de los demás barrios, sino por la importancia de sus actividades agropecuarias y en especial de sus cultivos cañeros. Sin embargo, los censos económicos de Cangrejos demostraban poco desarrollo en contraste a la intensificación de la agricultura y del comercio que se había dado ya en otros municipios de Puerto Rico. Aunque la producción de caña era la más importante a nivel agrícola, esta no aprovechaba a la mayoría de los locales sino a los grandes terratenientes del área que la usaban para el comercio. El resto de la población vivía principalmente de sus cultivos, crianza de ganado, actividades de pesca y preparación. A mediados del siglo XIX se comienza a urbanizar el área por su cercanía a la capital y la apertura de la Carretera Central en 1852.

### Supresión de San Mateo de Cangrejos
A mediados del siglo XIX la sobrepoblación y el hacinamiento de la ciudad amurallada de San Juan hacía necesaria la expansión extramuros. Había comenzado a subastarse, venderse o arrendarse áreas para construcción de edificios en terrenos previamente afectados por la servidumbre militar de los sistemas de defensa de la capital. En un comienzo el cabildo de San Juan había solicitado a la corona que se permitiera la construcción de casas de mampostería de una sola planta en el barrio de Puerta de Tierra, en la Marina y la Carbonera. Sin embargo, estos no eran suficientemente grandes para sostener por tiempo indeterminado el crecimiento capitalino, haciendo del cercano partido de Cangrejos el próximo punto lógico de la expansión urbana.
El casi centenario partido de San Mateo de Cangrejos había experimentado una lenta transformación económica durante su existencia. El gobierno municipal era inestable provocando la proliferación de actos delictivos en la zona agrícola donde el número de campesinos superaba por mucho el de esclavos y jornaleros. Esta inestabilidad provocó que en diversas ocasiones, como en 1823 y 1842, algunos oficios municipales fueran ejercidos por funcionarios del vecino partido de Río Piedras.
La posesión de las tierras de San Mateo de Cangrejos era desproporcionada, quedando la mayoría de estas en manos de unos pocos terratenientes, de los cuales un número considerable eran absentistas. En el 1862 el área actual de Santurce tenía 73 propietarios que pagaban impuestos por 1989 cuerdas mientras que en el Hato del Rey tan solo 17 terratenientes pagaban impuestos por 3054 cuerdas. Por otro lado, el hecho que algunos de los mayores terratenientes fueran absentistas, planteaba problemas para la estabilidad municipal y reforzaba los planteamientos de los que solicitaban la disolución y anexión de Cangrejos.
Aunque uno de los principales problemas que enfrentaba Cangrejos era fiscal, también existen informes gubernamentales de la época que sugieren prejuicios raciales. Uno de ellos señalaba que con frecuencia ocurrían dificultades para constituir la Junta Municipal de Cangrejos porque este era un pueblo constituido casi en su totalidad por gente de color que no podrían ser llamados al desempeño de cargos municipales. Se decía que lo escasos recursos del municipio no habían permitido que pudiera poblarse pues, aún y cuando era uno de los más antiguos de Puerto Rico, no contaba con los edificios y establecimientos públicos que las leyes exigían para el servicio de los vecinos de todo pueblo.
Así las cosas, el Cabildo ordenó la constitución de una comisión evaluadora para emitir una recomendación sobre la determinación de suprimir o no el municipio de San Mateo de Cangrejos. Tomando en consideración la necesidad expansiva del territorio de San Juan, la escasa población de Cangrejos y la condición económica del municipio que no le permitía costear los servicios e instituciones públicas necesarias para su desarrollo, la Comisión finalmente recomienda la anexión de Cangrejos a la capital de Puerto Rico.
La Real Orden del 11 de noviembre de 1862 aprueba la supresión del municipio de San Mateo de Cangrejos. El territorio de dicho municipio se reparte proporcionalmente entre los municipios limítrofes. A Río Piedras pasa el barrio Hato del Rey, a Carolina el barrio Cangrejos Arriba y a San Juan pasan varios barrios unificados bajo el nombre de barrio Cangrejos, que ocupaban los terrenos actualmente conformados por el barrio Santurce. Como límites territoriales de San Juan se fijan el Caño Martín Peña para separarle del municipio de Río Piedras, y la Laguna San José y el arrastradero de Canoas (sector de Punta las Marías) como término jurisdiccional con el municipio de Carolina. El trámite de traspaso de tierras concluye en 1864.

### Surgimiento del barrio Santurce
A lo largo de la segunda mitad del siglo XIX, se desarrollan entre San Juan y Río Piedras, infraestructura y medios de transportación que por su condición geográfica venían obligados a pasar por Cangrejos. La hoy nombrada Avenida Juan Ponce de León se construye en 1852 como parte del proyecto de la Carretera Central. Con la apertura de esta vía comenzaron los coches de la Capital a llevar paseantes a Cangrejos, estimulando así el crecimiento del barrio y la proliferación de las casas de campo. Si bien el desarrollo de Cangrejos fue lento y desorganizado en un inicio, la anexión al municipio de San Juan provocó un crecimiento sin precedentes.

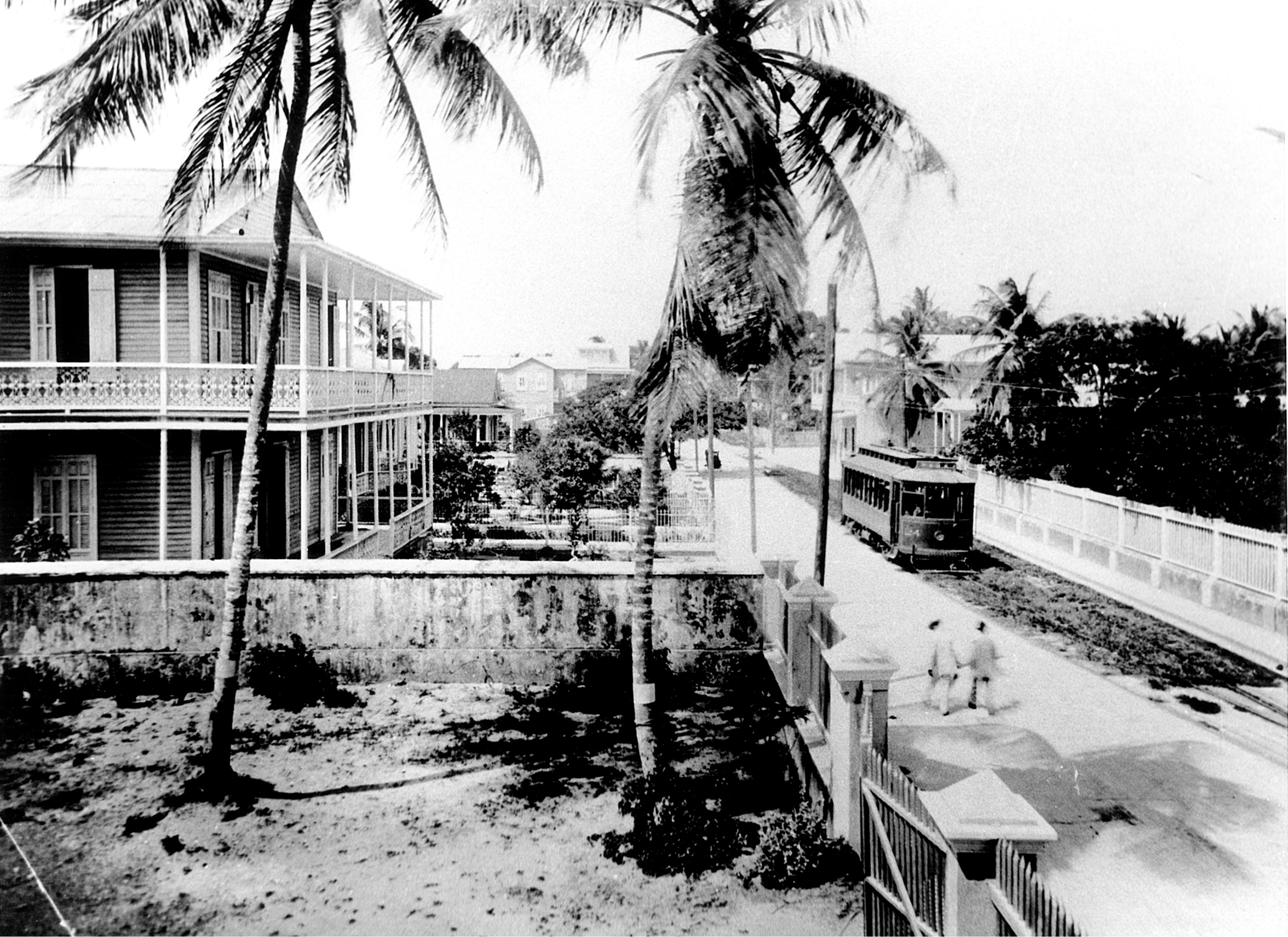
Tranvía eléctrico de San Juan por la Carretera Central, hoy día Avenida Ponce de León en Miramar, Santurce.

En 1878, Pablo Ubarri recibió una concesión de uso de terrenos por 60 años para desarrollar un tranvía de vapor entre San Juan y Río Piedras. El tranvía fue terminado en 1880 y 1898 fue adquirido por la Porto Rico Railway, Light & Power Co.; quién suprimió inmediatamente los tranvías de vapor y los reemplazó por  tranvías eléctricos en el año 1901. El telégrafo se establece en 1858, el alumbrado eléctrico en 1893 y el teléfono en 1897.
En 1890 se le concede permiso al ayuntamiento de San Juan para hacer un acueducto que tomaría agua del río Piedras y repartiría 50 litros de agua por segundo entre Río Piedras, Santurce y San Juan. En el 1881 se construyó el Colegio de los Jesuitas (hoy sede del Departamento de Salud) y entre 1882 y 1883 se construyó el Colegio de Señoritas de la Orden de las Madres Hermanas del Sagrado Corazón de María (hoy sede del Conservatorio de Música de Puerto Rico).
El desarrollo de la infraestructura coincide con el cambio de nombre de Cangrejos a Santurce. Esto ocurre luego de que Pablo Ubarri recibiere el título de conde de San José de Santurce el 15 de octubre de 1880. El título le fue concedido por sus servicios a España y Puerto Rico, donde se destacó por el movimiento político a favor de la asimilación de la colonia a la metrópolis. Ubarri quien era oriundo de la localidad de Santurce en la provincia de Vizcaya, tenía el favor de algunos habitantes de Cangrejos quienes hicieron una petición al gobierno para el cambio oficial de nombre del barrio a Santurce en honor al título nobiliario recibido. Con el paso del tiempo, el apelativo de Cangrejos entró en desuso, quedando sustituido por el de Santurce. Sin embargo, muchos opositores de Ubarri, principalmente de la raza negra y vecinos de Santurce, se opusieron al cambio de nombre y mantuvieron, por algún tiempo, el uso de facto del nombre Cangrejos y el gentilicio cangrejeros.
Con el desarrollo urbano, y el advenimiento del siglo XX comienza a variar la composición demográfica del nuevo barrio capitalino llamado Santurce. Se crean los sectores aristócratas del Condado y Miramar y comienza a reemplazarse la población negra oriunda del área por habitantes blancos que se asientan a lo largo de la Carretera Central.

### Plan para el desarrollo de Santurce
El desarrollo extramuros de San Juan se dio muy tardíamente, por lo que no adquirió una unidad morfológica de conjunto. No obstante, desde mediados del siglo XIX se habían hecho esfuerzos infructuosos para crear un plan de desarrollo organizado. A tales efectos, en 1845 el primer proyecto de urbanización para Santurce fue asignado a un ingeniero militar, quien utilizando como punto de partida la plaza y la iglesia de San Mateo, preparó un plano que organizaba solares de Santurce en bloques urbanos. Sin embargo, la realización del proyecto nunca entró en vigor por una serie de litigios sobre la propiedad de los terrenos que serían urbanizados.
Después de la incorporación de Cangrejos como barrio de San Juan, la construcción privada se tuvo que someter a ordenanzas municipales de planificación. Cada proyecto requería someterse a un análisis individualizado para la aprobación de un permiso de construcción que expedía el arquitecto municipal. La clase dominante de San Juan aprovechó las ventajas de vida suburbana que ofrecía Santurce, libre de la alta densidad de la ciudad amurallada y las servidumbres militares que limitaban los desarrollos en Puerta de Tierra y los sectores de la Puntilla-Marina en la Isleta de San Juan. Esto propició la construcción de unidades residenciales a lo largo de la Carretera Central (actual Avenida Ponce de León) y en lo más alto de las colinas de Santurce. La mayor parte de las calles que desembocaban en la Carretera Central fueron creadas por contratistas privados sin ningún plan general urbanístico. A estas calles se les daba el nombre de sus dueños originales.
Una vez establecida la línea del tranvía de vapor en 1880, Santurce se hizo accesible y se convirtió en un área de construcción de casas, edificios multifamiliares y ranchones para obreros como los que prevalecían en Puerta de Tierra. Antes de 1880, la oficina de arquitectos municipales solo requería que las fachadas de los nuevos edificios con frente a la carretera fueran paralelas a esta. Como resultado la carretera determinó un claro desarrollo lineal de área. Además de a Carretera Central, otra arteria de gran importancia era la Calle Loíza que llevaba al pequeño asentamiento conocido como Loíza Aldea.
A finales de la década de 1880, el gobierno municipal reconoció la necesidad urgente de un plan de expansión de San Juan hacia Santurce. La experiencia negativa que había tenido con las autoridades militares respecto a anteriores planes de ensanche en áreas militarmente sensitivas, motivó al gobierno municipal a buscar otra alternativa fuera de la Isleta. En la decisión influyeron también los planes de ensanche que se elaboraron en España, entre ellos el Plan Cerdá en Barcelona (1859) y el Plan Castro en Madrid (1860). En 1889 se llevó a cabo un concurso oficial impulsado por la municipalidad capitalina con el propósito de escoger un plan de ensanche para Santurce. El proyecto seleccionado fue formalmente presentado en agosto de 1892 por los arquitectos Morales y Canals. La firma de arquitectos hizo un trazado de líneas de propiedades que ya existían como guía para proyectar un conservador trazado en cuadrícula. Una de las intenciones del plan era no proponer intervenciones que supusieran grandes expropiaciones, para no afectar los intereses privados. La plaza del mercado fue localizada en el sector central de la cuadrícula en un gran espacio abierto y al sur de esta se localizaron edificios para escuelas e instituciones sanitarias. No obstante, el proceso burocrático para la aprobación, la falta de personal municipal cualificado y las condiciones de la economía local, no permitieron que este plan se pudiera concretar antes del cambio de soberanía en 1898. Santurce no tuvo otro plan de ordenación urbana hasta 1956, cuando comenzó la época de los “planos reguladores” que preparó la Junta de Planificación de Puerto Rico, creada en 1942.
En 1893 más de la mitad de las familias de Santurce vivían en la franja urbanizada de la actual Avenida Ponce de León. En los accesos perpendiculares a la carretera vivía una cuarta parte de la población y la otra cuarta parte vivía en los sectores periféricos del norte y el este conocidos como Condado, Bayola, Machuchal, Las Marías y Seboruco.

### Inicios delsigloXX
Con el cambio de soberanía en 1898, Santurce experimentó transformaciones rápidas y radicales debido a los cambios en la estructura económica, social y política de Puerto Rico. El desarrollo de una agricultura basada en el monocultivo de la caña incrementó desbalances demográficos en la isla, desplazando hacia los centros urbanos la población rural excedente. San Juan atrajo el mayor desarrollo de los sectores de servicio y manufactura. Ya en la primera década del siglo XX, la escasez de vivienda para trabajadores en San Juan, provoca un cambio en la composición demográfica de Santurce. Entre 1899 y 1930 Santurce tuvo una taza de crecimiento anual de población de 14,4 % mientras el antiguo centro de San Juan aumentó solo en 0,5 %. El tejido urbano va ocupando el espacio de manera descontrolada y sin los beneficios de un plan preestablecido. Siguiendo la topografía y la escasa red vial preexistente se conformaron o densificaron al norte y sur de la Avenida Ponce de León, sub-barrios eminentemente proletarios. Muchos de estos sub-barrios habían ido gestándose antes del periodo norteamericano, sobre todo los más cercanos a la Carretera Central. Entrado el siglo XX, se desarrollaron áreas de familias acomodadas al norte de la Avenida Ponce de león, específicamente ubicadas en los sub-barrios Sagrado Corazón, Monte Flores, Condado y Parque. Al sur de la Avenida, en zonas mayormente pantanosas al margen del Caño Martín Peña, comenzaron a desarrollarse los arrabales de Tras Talleres, Marruecos y parte de lo que luego se llamó Buenos Aires.
Los terrenos desocupados al este y oeste de Santurce fueron ocupados por el Ejército de los Estados Unidos. Por un lado, cercano a la Laguna San José se ubicó el campamento militar “Las Casas” como centro de entrenamiento durante la Primera Guerra Mundial. Cercano a los terrenos del antiguo campamento militar se va formando la barriada Barrio Obrero con el propósito de proporcionar vivienda al proletariado de escasos recursos. Por otro lado, el área manglar occidental se convirtió en un proyecto de relleno a gran escala que consolidó pequeñas islas pantanosas en la Bahía de San Juan con la masa territorial de Santurce. En los terrenos ganados al mar se ubicó el primer aeropuerto de la ciudad y la antigua Base de Naval de Isla Grande.
En la primera década del siglo XX el tranvía corría a lo largo de la Avenida Ponce de León, atravesando los terrenos conocidos como Alto del Olimpo, ubicados a la entrada de Santurce, proviniendo de la Isleta de San Juan. Allí se desarrolló el primer barrio suburbano burgués capitalino que con el tiempo se bautizó con el nombre de Miramar. También se inauguró una nueva línea del tranvía que cruzaba la ensenada del Condado a través del recién construido puente “Dos Hermanos” y transcurría a lo largo de la Avenida Ashford y Avenida Magdalena hasta llegar al Parque Borinquen. Los terrenos servidos por esta ruta del tranvía pertenecían a la antigua finca del Condado, cuya extensión territorial era de aproximadamente 150 cuerdas. Dicha finca fue adquirida en 1908 por dos empresarios norteamericanos quienes impulsaron su urbanización mediante el desarrollo de viviendas unifamiliares para la clase adinerada de la capital.  El Condado se convirtió en un típico “streetcar suburb” al estilo norteamericano. El plano de urbanización del sector del Condado sirvió de modelo para la expansión sucesiva hacia el este en el litoral costero. Ahí se desarrolló el sector Ocean Park, usando el concepto de “parques residenciales”  que tan bien había sido acogido por la burguesía capitalina.
Durante el transcurso del siglo XX, comenzaron a proliferar los automóviles privados. Con el fin de reducir el tráfico que se había ido apoderando de la antigua Carretera Central, se construyó una avenida paralela a esta, conocida como la Avenida Fernández Juncos. Paralelamente, el gobierno insular inició un masivo programa de construcción de escuelas, hospitales y otros edificios institucionales en Santurce. A falta de un plan integral de ordenación, estos edificios se distribuyen por el territorio de Santurce sin crear un centro cívico en el área. Prevaleció el desarrollo lineal preestablecido por la antigua carretera central, convertida en avenida. A lo largo de la Avenida Ponce de León se construyó la Escuela Labra (1917-1918), la Central High School (1923), el Colegio Central Hijas de la Caridad y el Colegio del Sagrado Corazón de Jesús. Al este de la calle del Parque, se localizó el hospital municipal cuya operación se extendió hasta que sus funciones fueron trasladadas al Centro Médico en Río Piedras. Este edificio actualmente alberga el Museo de Arte de Puerto Rico. De los hospitales privados construidos a principios del siglo XX se destaca el antiguo Hospital Presbiteriano, originalmente construido en madera y posteriormente reconstruido en hormigón en 1917. Otros edificios institucionales construidos durante las primeras décadas del siglo XX fueron el Departamento de Agricultura, el Hotel Condado Vanderbilt y la Plaza del Mercado.

### Máxima ocupación de Santurce (1930-1950)

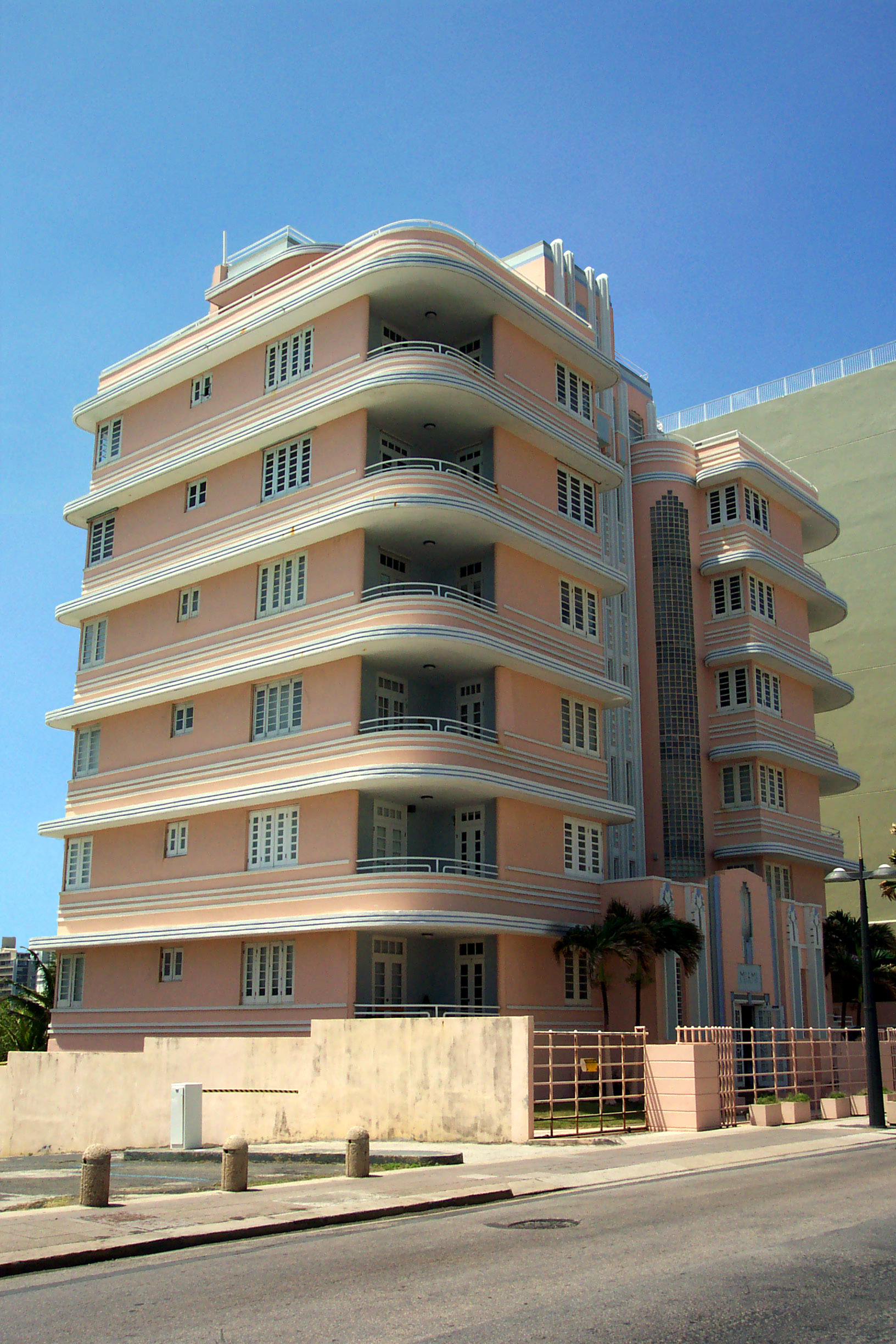
Edificio con estilo art déco en Condado.

A partir de la década de 1930 y hasta la de 1950, el modelo económico agrario de Puerto Rico basado en la exportación del azúcar se deterioró considerablemente provocando una ola migratoria de las zonas rurales hacia los centros urbanos. No obstante, la incipiente industrialización concentrada en las áreas urbanas confrontó serios problemas de absorción de fuerza laboral. Santurce fue el ejemplo más dramático de esta tendencia. El resultado fue la proliferación de extensos arrabales pauperizados que concentraron una población sin precedentes en este barrio capitalino. La mayoría de dichos arrabales se desarrollaron en las zonas sur y este de la península santurcina sobre terrenos vírgenes en su mayoría ocupados previamente por bosques manglares. Durante estas décadas se ocupó la totalidad del territorio de Santurce, siendo los arrabales los dominantes de la fisonomía del paisaje urbano.
La población de Santurce ascendió de 81 960 en 1930 a 133 091 en 1940. Esta última cifra representaba más de un 70 % de la población municipal. En 1950 Santurce alcanzó las 195 007 almas, constituyendo esta la cifra más alta contabilizada en su historia. Aproximadamente la mitad de dicha población vivía en arrabales de pobreza extrema.
La ocupación espacial del territorio hacia el noreste se completó entre 1930 y 1950 con el desarrollo de los sub-barrios Las Marías y Ocean Park, donde se rellenó la antigua ciénaga de Machuchal. También se desarrollaron sub-barrios de escasos ingresos entre los que destacan Villa Palmeras, Shanghai, Merhoff, Las Palmas, Las Casas y el Barrio Obrero. Estos se ubicaron en el área este de Santurce, en terrenos del antiguo barrio Seboruco del municipio de San Mateo de Cangrejos. Al sur de la Avenida Ponce de León, sobre extensos manglares secados, se desarrollaron otros barrios de escasos recursos que incluyeron Tras Talleres, Hoare, La Zona, Marruecos y Buenos Aires.
El desarrollo no planificado de Santurce durante este periodo se dio sin llevarse a cabo un mejoramiento considerable de la red vial ni del resto de la infraestructura de apoyo provocando una hipertrofia urbana que obligó al gobierno a intervenir de manera urgente para resolver los graves problemas de urbanización descontrolada.  Se crearon pues, varios organismos oficiales encargados de implantar planes de ordenación urbana. Santurce implementó su primer plan de desarrollo en 1956 cuando la Junta de Planificación publicó el “Plan Regional del Área Metropolitana de San Juan”.
A nivel arquitectónico, durante estas décadas predominó el estilo “Art Deco”, principalmente observado en teatros y edificios institucionales. Un gran número de residencias ubicadas en las calles y avenidas principales fueron reemplazadas por edificios comerciales. A lo largo de la Avenida Ponce de León se construyó un número considerable de cines y negocios convirtiendo dicha arteria en el mayor centro comercial de la capital.

## Demografía

### Evolución poblacional
Santurce constituye el barrio más poblado de toda la Isla desde las primeras décadas del siglo XX. En 1864, a solo dos años de anexarse al municipio de San Juan, un censo regional reflejaba que Santurce poseía 922 habitantes. Para 1899 la población del sector había crecido un dramático 533 %. No obstante, esto fue solo el comienzo de un crecimiento sin precedentes que tomaría lugar durante la primera mitad del siglo XX. En 1935 un censo especial realizado en Puerto Rico demostraba que Santurce había alcanzado 102 053 habitantes. Tan solo 15 años después, la población se había duplicado totalizando 195 007 habitantes, de los cuales cerca de la mitad vivían en arrabales de extrema pobreza. A partir de esta década, se experimentó una reducción dramática, principalmente provocada por la eliminación de arrabales que habían proliferado a lo largo de la ribera del Caño Martín Peña y el desplazamiento migratorio a Estados Unidos y a otras zonas del área metropolitana de San Juan. De acuerdo al último censo informado en el año 2010, Santurce había reducido su población a 81 251 habitantes, es decir, una cifra inferior a la reportada en el censo de 1930.
Tomando en consideración estas tendencias, el gobierno ha puesto en marcha varios proyectos de desarrollo cuyo propósito principal es revitalizar y repoblar a Santurce. Entre estos, se ha elaborado un ambicioso plan de desarrollo comercial, residencial y turístico para los terrenos de la antigua Base Naval de Isla Grande que incluyen como eje central al Centro de Convenciones. De igual forma se han rehabilitado antiguas estructuras iconográficas de Santurce para albergar instituciones culturales tales como el Museo de Arte Contemporáneo de Puerto Rico, el Museo de Arte de Puerto Rico y el Conservatorio de Música de Puerto Rico. No obstante, durante la última década la emigración masiva experimentada en todo Puerto Rico como efecto de la crisis económica más aguda acaecida desde la [Gran Depresión], la consistente y desenfrenada tendencia migratoria hacia la suburbia, el aumento en las tasas de mortalidad como consecuencia del envejecimiento promedio de la población y la reducción marcada de las tasas de natalidad, han propiciada la continuidad de la reducción poblacional de Santurce.

### Procedencia de la población
Santurce constituye el barrio con mayor número de personas nacidas fuera de Puerto Rico. Según datos del censo del año 2000, Santurce contaba con 68 298 (72,6 %) habitantes nacidos dentro de la jurisdicción de Puerto Rico y 25 769 (27,4 %) nacidos fuera de esta. Tomando como base los nacidos fuera de Puerto Rico, de éstos, un total de 5269 (24,0 %) nacieron en alguna jurisdicción de los Estados Unidos, 19 595 (76,0 %) nacieron en jurisdicciones extranjeras y 905 (3,5 %) nacieron en una jurisdicción extranjera pero con padre(s) de ciudadanía norteamericana. Estos últimos son ciudadanos norteamericanos en virtud del “ius sanguinis”, que permite a una madre o padre norteamericano transmitir la ciudadanía a un hijo procreado en jurisdicción extranjera. Los nacidos dentro de alguna jurisdicción de los Estados Unidos, se consideran ciudadanos nacionales en virtud del “ius soli”. Los procedentes de la jurisdicción norteamericana incluyen 5088 nacidos en los Estados Unidos propiamente y 181 en los territorios insulares de dicha nación. A su vez, los nacidos en estos territorios insulares son principalmente provenientes de las vecinas Islas Vírgenes Americanas.
Los nacidos en jurisdicciones extranjeras provienen principalmente de la región del Caribe. Estos totalizaron 16 818 individuos, siendo los dominicanos la abrumadora mayoría y destacándose los cubanos en un distante segundo lugar. Santurce concentra a 15 071 dominicanos o 24,5 % del total de 61 455 personas nacidas en República Dominicana residentes en Puerto Rico. Esta constituye la cifra más alta de dominicanos presentada por cualquier división sub municipal en la Isla. Aun así, muchos afirman que tales cifras se hallan muy por debajo de los números reales de inmigrantes dominicanos habidos en Santurce y en Puerto Rico en general.
Los inmigrantes de América del Sur suman 1243, provenientes principalmente de Colombia, Argentina y Venezuela. También se destacan 870 europeos, cuya gran mayoría son nacidos en España. Los provenientes de América Central totalizan 220, los de países asiáticos 349 y los de América del Norte, incluyendo a México pero excluyendo EE. UU., apenas alcanzan los 95 individuos. No se registraron inmigrantes de Oceanía ni África.

### Densidad

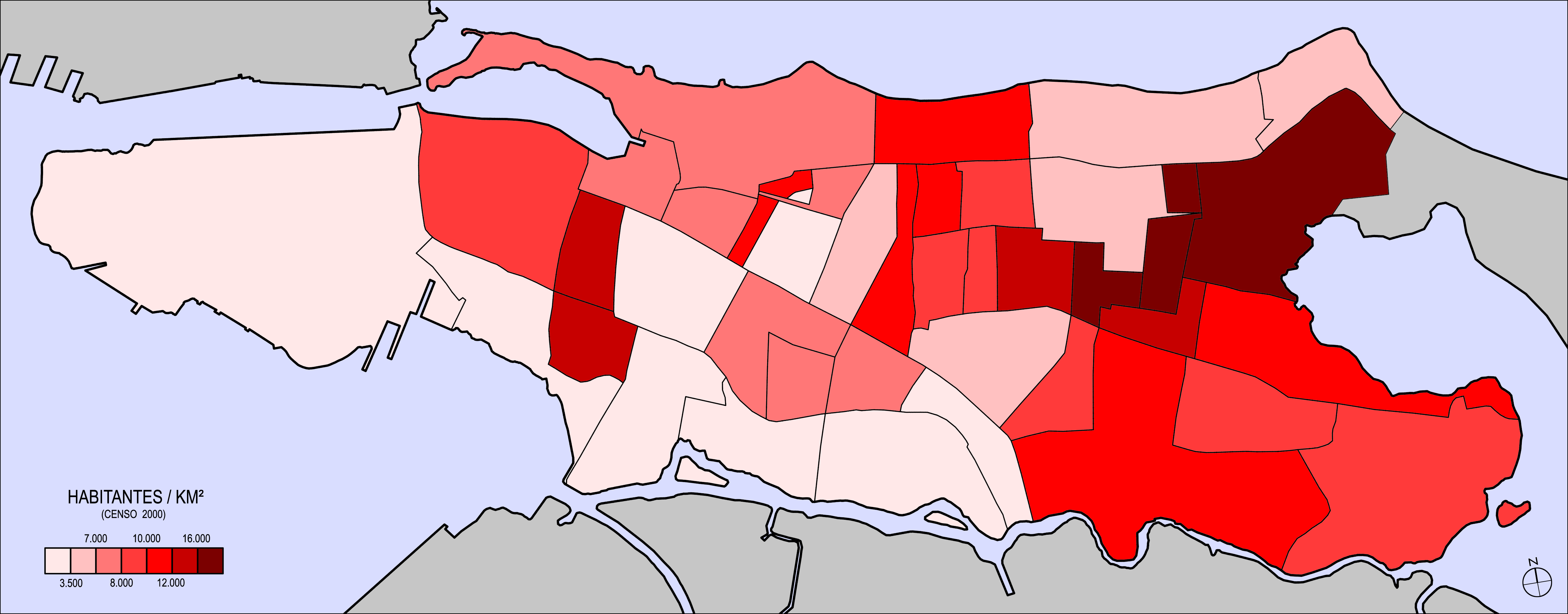
Densidad poblacional de Santurce (Censo 2000)

La densidad poblacional de Santurce es una de las más altas en todo Puerto Rico. No obstante, en el barrio propiamente se aprecian variaciones notables de densidad. La mayor concentración de habitantes ocurre al este y sureste de la península santurcina donde se destacan los sub-barrios María Moczó, Shanghai, Villa Palmeras, Herrera, Barrio Obrero, Merhoff, Las Palmas y Las Casas. Las más bajas densidades poblacionales, por otro lado, se hallan al oeste y suroeste de Santurce en zonas al margen de la bahía de San Juan y el litoral occidental del Caño Martín Peña. Allí se encuentran Isla Grande, Hoare, La Zona, Marruecos, Buenos Aires y Martín Peña. Muchos de estos sub-barrios ubican en zonas manglares o rellenos que durante el siglo XX llegaron a albergar arrabales de extrema pobreza y alta densidad, pero que con el pasar del tiempo fueron reduciéndose. Al margen de la costa atlántica occidental se da una zona de alta densidad caracterizada por la marcada concentración de edificios multipisos y los altos valores de propiedad inmueble. Al este del litoral atlántico se encuentran zonas de densidad media compuestas por Ocean Park y Las Marías y Loíza.

## Transporte

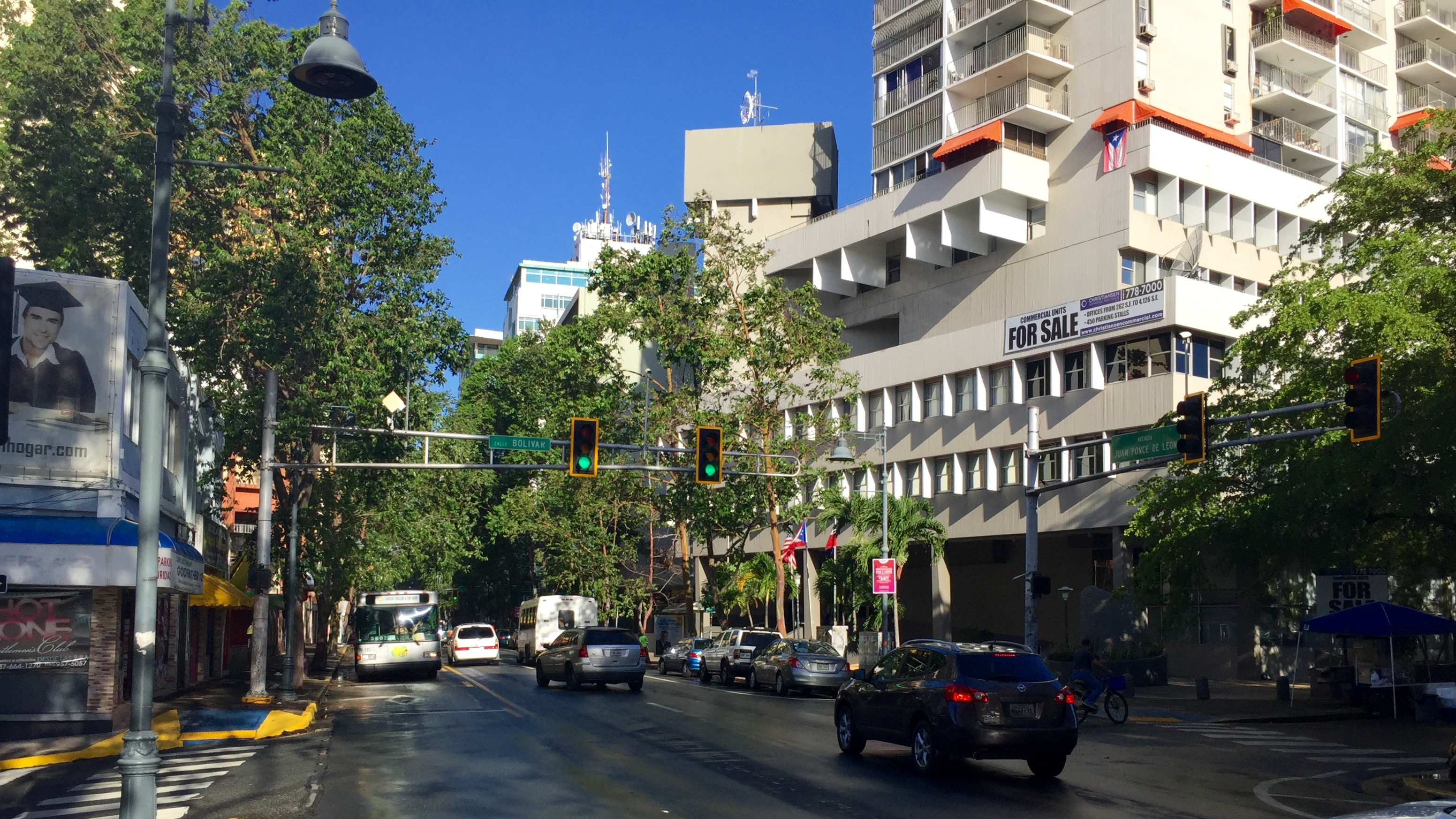
Plaza Cobián a la derecha ubicada en San Mateo, Santurce.

El transporte público es provisto por varias líneas de autobuses (conocidas localmente como guaguas) son operadas por la Autoridad Metropolitana de Autobuses y circulan por las principales avenidas Juan Ponce de León y Fernández Juncos entre otras.
En las periferias de Santurce llega un sistema de tránsito rápido llamado Tren Urbano. La estación terminal Sagrado Corazón está situada en la sección sureste del distrito en el sub-barrio de Martín Peña. 

## Economía

### Ingreso per cápita

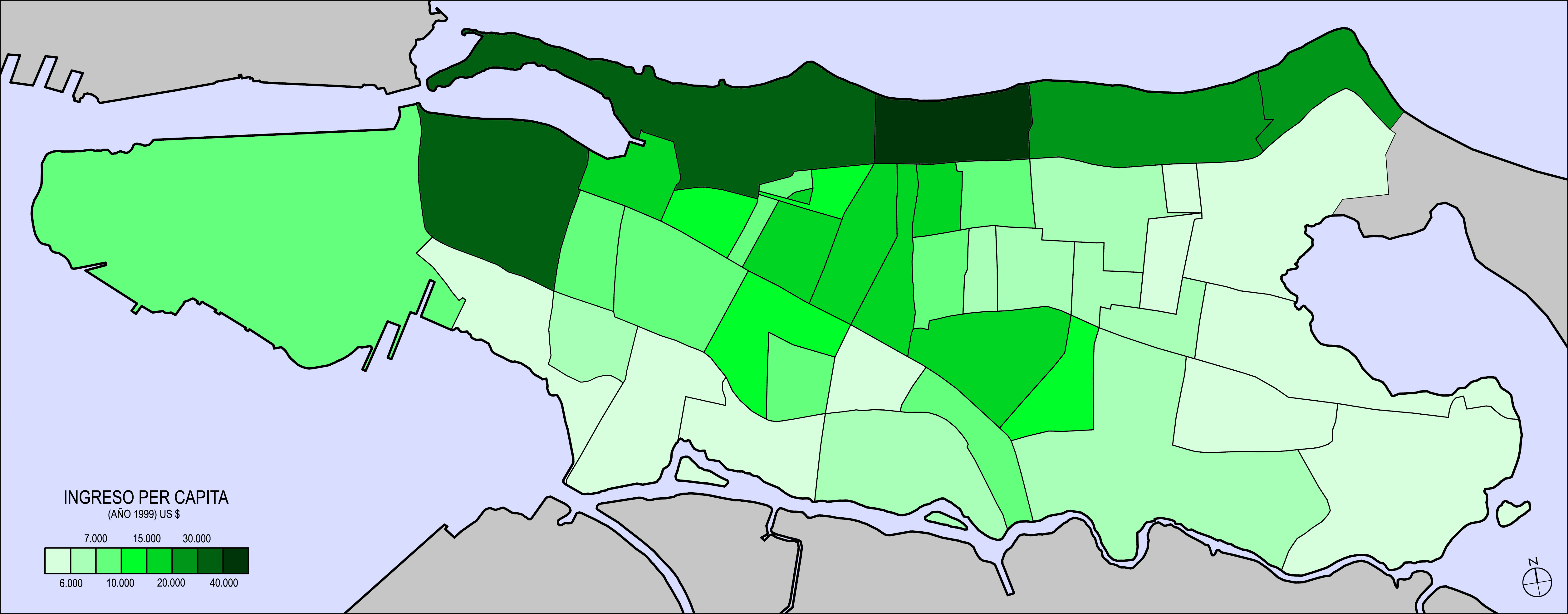
Ingreso per cápita de Santurce (Censo económico, año 1999)

Según el censo económico de 1999, Santurce poseía un ingreso per cápita promedio de $12 712, siendo dicha cifra 2,2 % más alta que la de San Juan ($12 437) y 55,3 % mayor que Puerto Rico ($8185). No obstante, comparando los sub-barrios de Santurce se evidencian amplios contrastes entre zonas de riqueza y pobreza. En este renglón, los que reflejaron la mayor riqueza per cápita ubican en la costa del Océano Atlántico y la Laguna San José. Estos fueron Parque ($44 884), Condado ($38 636), Miramar ($32 910), Las Marías ($24 768) y Ocean Park ($22 031). Todos estos mostraron un ingreso mucho mayor al logrado por Guaynabo ($16 287), que durante las últimas décadas se ha destacado como el municipio más rico de Puerto Rico en términos per cápita. Contrastadamente, las zonas litorales de la Laguna San José y el Caño Martín Peña mostraron algunos de los ingresos más bajos en Puerto Rico. La pobreza se evidencia con mayor claridad en los sub-barrios Shanghai ($3356),  Las Casas ($3732) y Villa Palmeras ($4827). Dos de éstos obtuvieron ingresos promedios inferiores al de Lares ($4634), que según este censo se posicionó como el municipio más pobre de la Isla. Hoare y Marruecos se encontraban despoblados y por tanto no informaron ingresos.

### Perfil de pobreza y riqueza

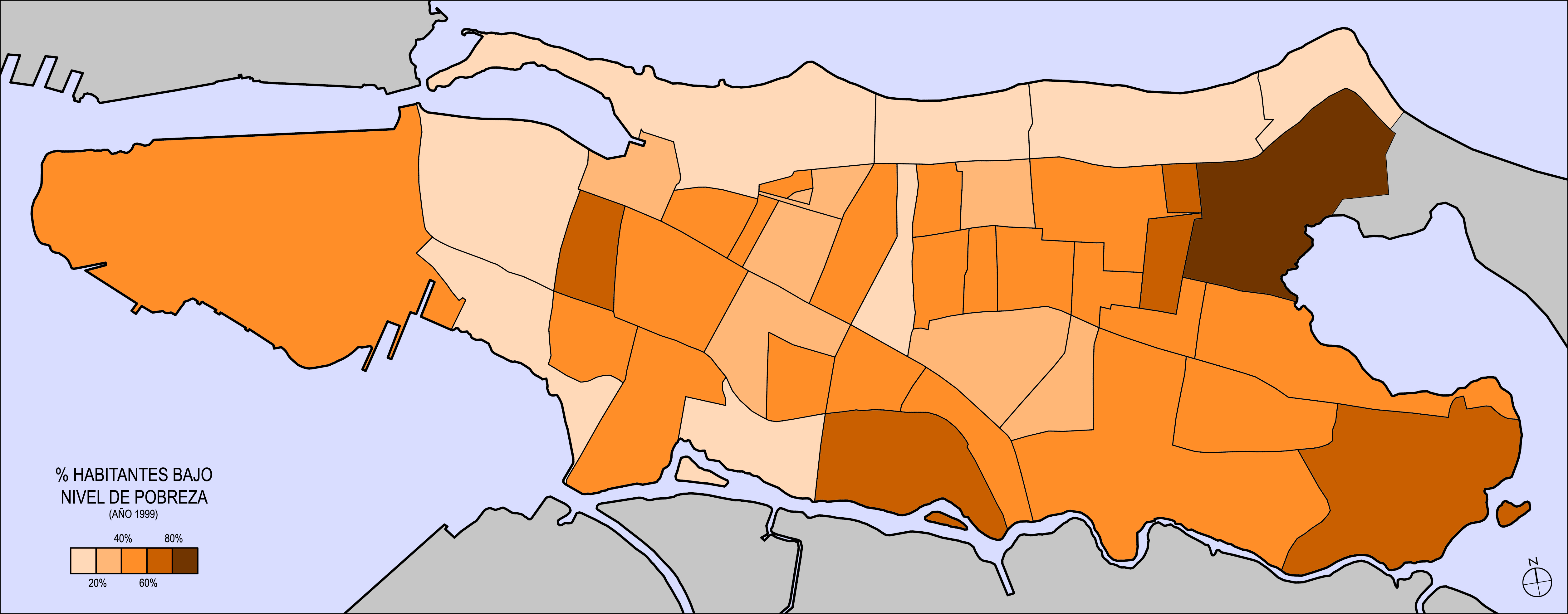
Porcentaje de población bajo nivel de pobreza (Censo económico, año 1999)

Según datos económicos correspondientes a 1999 e informados en el censo del año 2000, 48,8 % de los residentes que reportaron ingresos en Santurce se encontraban bajo el nivel de pobreza fijado en los Estados Unidos. Una cifra un tanto similar se registró a nivel de todo Puerto Rico cuyos índices de pobreza alcanzaron 48,2 %. Ese mismo año dicho barrio superó a Puerto Rico en ingreso per cápita promedio por 55,3 %. Esto evidencia a Santurce como una zona de marcado contraste de polarización entre riqueza y pobreza. El informe reflejó que el sub-barrio más empobrecido fue Shanghai, donde el 80,5 % de sus habitantes se encontraban bajo el nivel de pobreza. En este sector se hallan el Residencial Luis Llorens Torres (complejo de vivienda pública más grande de Puerto Rico) y la barriada Shanghai. En un cercano segundo lugar de posicionó el sub-barrio Las Casas con 78,8 % de sus residentes viviendo bajo el nivel de pobreza. Este sector es sede de la comunidad Cantera, conocida por ser una de las zonas más empobrecidas de la Capital. En contraste, hubo varios sub-barrios que registraron niveles de pobreza inferiores al 20 %. Estos fueron Parque (13,8 %), Las Marías (14,3 %), Miramar (16,1 %), Condado (16,3 %), Ocean Park (16,9 %) y San Mateo (19,9 %). Hoare y Marruecos se encontraban despoblados y por tanto no informaron ingresos reflejando 0 % de nivel de pobreza.

### Distribución sectorial

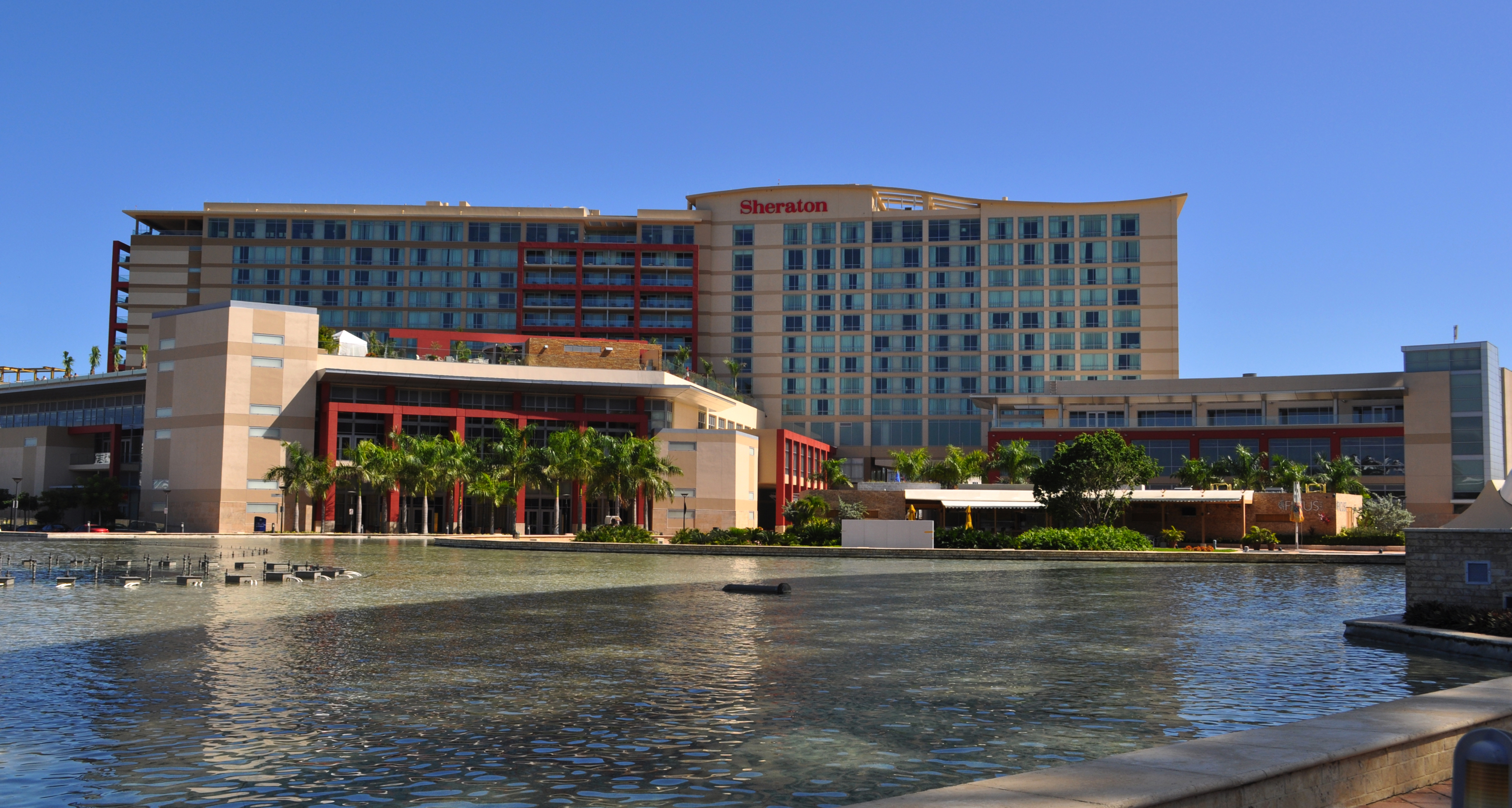
Hotel Sheraton en Isla Grande.

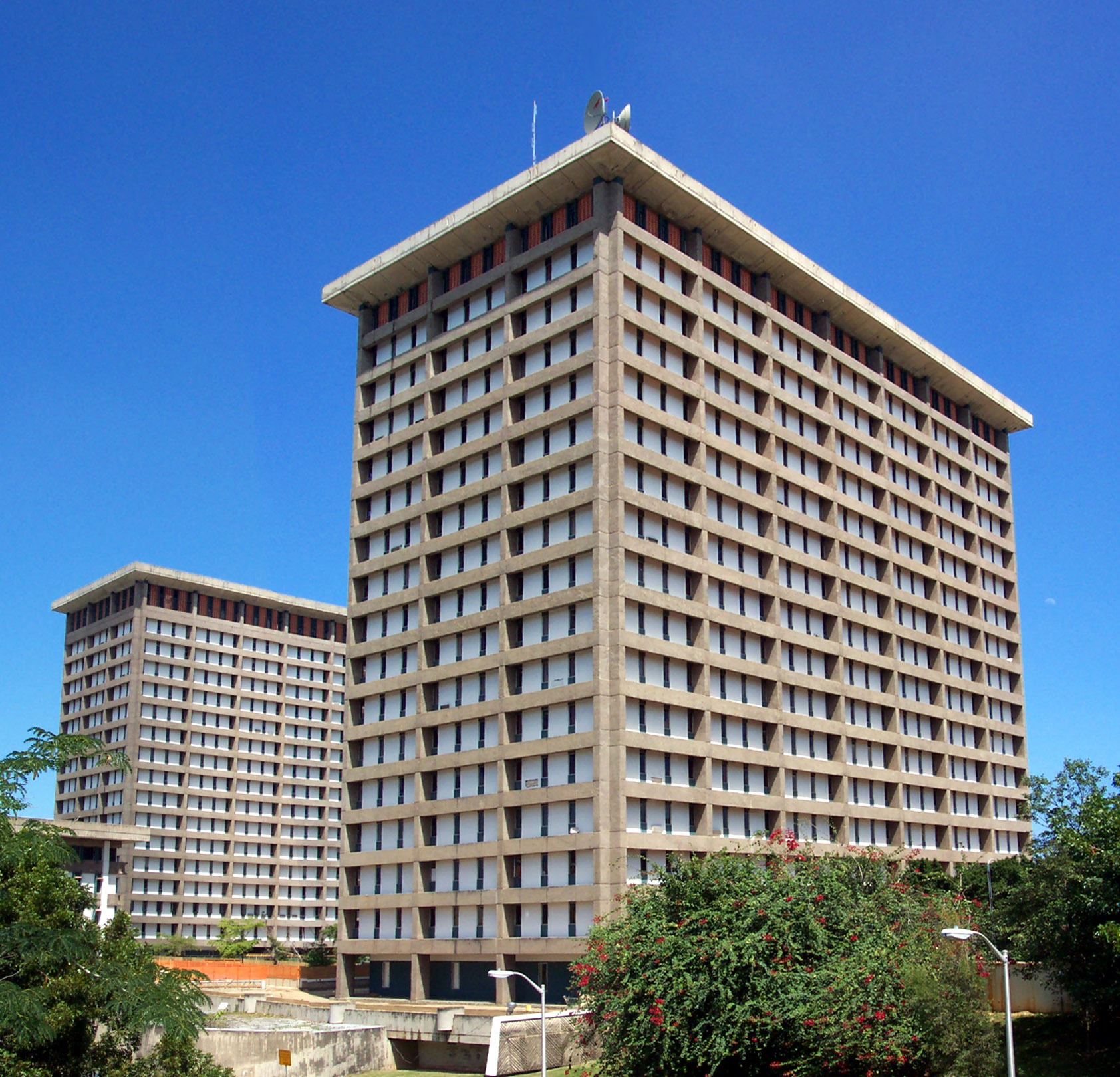
Vista del Centro Gubernamental Minillas.

Al igual que en Puerto Rico y los Estados Unidos, Santurce halla su principalmente fuente de empleos en la economía de servicios. Al haberse desarrollado durante el siglo XX como una zona de expansión urbana capitalina, la antigua actividad agrícola y ganadera que proliferó en los inicios históricos del barrio había desaparecido según informes estadísticos del año 2000 publicados por la Oficina del Censo de los Estados Unidos. De acuerdo a dicho informe las industrias que ofrecían la mayor cantidad de empleos fueron las de servicios sociales educativos y de salud (14,8 %), y en segundo lugar las de arte, entretenimiento, recreación, alojamiento y comida (12,3 %). En el área de alojamientos se distingue el turismo como una actividad económica muy importante, tanto en la creación de empleos directos como empleos indirectos. El turismo de Santurce está principalmente ligado al atractivo de las playas, actividades recreativas y a la estratégica ubicación geográfica entre el histórico casco urbano del Viejo San Juan y el Aeropuerto Internacional Luis Muñoz Marín. El área de Condado sirve de sede para un importante número de hospederías de diversos tamaños. Entre las más importantes destacan el Conrad Condado Plaza, el San Juan Marriott & Stellaris Casino, La Concha y el Condado Vandervilt. Otras hospederías de mediana y pequeña escala ubican en Miramar y áreas cercanas a la costa del Océano Atlántico. El hotel más importante de Santurce fuera del Condado es el Sheraton Puerto Rico Hotel & Casino localizado en Isla Grande. Esta hospedería, que abrió sus puertas en el año 2009, se desarrolló como parte de un enfoque al turismo empresarial y como una pieza clave del llamado Distrito de Convenciones. Dicho distrito toma su nombre del Centro de Convenciones de Puerto Rico, que con cerca de 54 000 metros cuadrados de área de construcción, es el más grande de todo el Caribe. Cercano a esta estructura se construye un edificio que albergará el Centro de Intercambio Mundial de Puerto Rico (Puerto Rico World Trade Center).
Los comercios de ventas al por mayor y al detal componen un importante sector de la economía de Santurce, abonando el 14,3 % de los empleos de sus habitantes. Si bien es cierto que Santurce llegó a posicionarse como el principal núcleo comercial de la capital, el desarrollo urbano durante el último cuarto de siglo XX trasladó la mayor parte de dicha actividad a los llamados centros comerciales a los suburbios. No obstante, aún subsisten innumerables comercios ubicados en las principales calles del barrio. Entre estas vías destaca la Avenida Ponce de León como la arteria comercial más importante de Santurce. Otras vías importantes son la Avenida Ashford, la Avenida Fernández Juncos, la Calle Loíza, las calles marginales del Expreso Baldorioty de Castro, la Avenida Borinquen y la Avenida Eduardo Conde.
De otra parte e indistintamente del tipo de industria, el censo del año 2000 reveló que el gobierno de Puerto Rico se constituía como una importante fuente de ocupación que empleaba al 17 % de los habitantes de Santurce. En el sub-barrio Pozo del Hato se encuentra el Centro Gubernamental Minillas reconocido como el complejo más grande de oficinas gubernamentales en todo Puerto Rico. En este ubican las oficinas centrales de un sinnúmero de agencias y entidades públicas tales como la Junta de Planificación, la Autoridad de Edificios Públicos, el Departamento de Transportación y Obras Públicas, la Autoridad de Carreteras y Transportación, el Banco Gubernamental de Fomento y la Administración de Reglamentos y Permisos. La población trabajadora santurcina no empleada por el gobierno ascendía a 83 % según el censo del año 2000. De esta, el 72 % informó ser empleada asalariada de empresas privadas, mientras que el 11 % trabajaba por cuenta propia.

## Sinagogas e iglesias
Santurce es hogar de una de las más grandes comunidades judías en Puerto Rico, con sobre 1500 personas asistiendo a dos sinagogas locales. Durante gran parte de la historia, los judíos no podían establecerse en la isla, pero muchos lograron establecerse clandestinamente. Muchos llegaron de Francia, Holanda, y otros países, después de la Segunda Guerra Mundial. Una pequeña porción son descendientes de judíos cubanos que se establecieron en la isla después de la Revolución Cubana de 1959.
Algunas sinagogas o iglesias en la región de Santurce son:
- Capilla de Nuestra Señora de Lourdes, capilla con estilo neogótico construida en 1909
- Parroquia Perpetuo Socorro (Miramar)
- Parroquia de Sagrado Corazón (Parada 19)
- Parroquia de San Mateo (Cangrejos)
- Parroquia Ntra. Sra. de la Esperanza (Parada 20)
- Parroquia Stella Maris (Condado)
- Parroquia La Monserrate (Parada 15)
- Parroquia San Vicente de Paúl (Parada 24)
- Parroquia Ntra. Sra. de la Providencia (Chícharo)
- Parroquia Ntra. Sra. de Lourdes (Villa Palmeras)
- Parroquia Don Bosco (Las Palmas)
- Parroquia-Santuario María Auxiliadora (Cantera)
- Parroquia Ntra. Sra. del Carmen (Barrio Obrero)
- Parroquia San Jorge (Calle San Jorge)
- Parroquia Santa Teresita (Calle Loíza)
- Catedral Episcopal San Juan Bautista -Comunión Anglicana- (Parada 20) Ave. Ponce de León
- Templo Beth Shalom[67]
- Shaare Tzadik